# Antos
Antos – polskie nazwisko. Na początku lat 90. XX wieku ogółem w Polsce mieszkały 2293 osoby o tym nazwisku.
Nazwisko Antos (Antosz) wywodzi się od imienia Antoni, notowanego w Polsce od XIII wieku; pochodzącego od łacińskiego Antonius (Antoninowie) – znanego rodu rzymskiego i dynastii w cesarstwie rzymskim panującej w latach 96–192.
Jest notowane w Polsce od XIII wieku.
Było zapisywane w formie Jantos, Jantosz, Antoz, Antos i Antosz. Do tej pory wymawiane jest gwarowo Jantos, Jantosz albo Antos. Te różne formy można spotkać również w metrykach parafialnych na początku XIX wieku, np. w księdze chrztów wsi Lipnica nazwisko to w 1802 roku nazwisko jest zapisane w formach Jantos – Jantosz – Antoz, a w 1810 roku już jako Antosz.

Walenty Antosz, który na stale związał się z Lipnicą zapewne pochodził z pobliskiego Dzikowca, gdyż rodziny o tym nazwisku występowały tam już w drugiej połowie XVII w. co jest poświadczone w księdze chrztów parafii Kolbuszowa, gdzie mamy w 1669 r. odnotowaną Zuzannę Jantoske z Dzikowca. Kolejne pokolenia tego rodu były związane z tą wsią zapewne nieprzerwanie, gdyż w 1787 r. w Metryce Józefińskiej jest wymieniony Antosz Kacper (...) Piotr Antosz. Walenty, który osiadł w Lipnicy był wiec synem albo Kacpra albo Piotra Antoszów.